# 海の旅人たち
海の旅人たち（うみのたびびとたち、原題：The Seafarers）は、1953年6月に制作されたアメリカ映画。
スタンリー・キューブリックが監督した映画の4作目であり、短編ドキュメンタリーの3作目でアメリカ船員国際連盟のために作られた。この映画は最初のキューブリックの特徴を持った作品であった。
船、機械、食堂、組合会議などのカットが映る。映画はカラー撮影で船員組合誌の職員によって監修された。映画のカフェテリアのシーンでは、キューブリックは船員のコミュニティの生活を定めるためにドリーショットを選択した。このショットは、キューブリックが長編映画で使用する専門技術の初期のデモンストレーションと言える。もう一つの同じようなシーンは、船員がSIUユニオンホールに近づく場面、屋内の影の空間から日当たりの良い空間に画面を横切って歩く船員達のカットを含む。
この映画は1973年に映画学者で監督のフランク・P・トマスロによって「発見」され、ドキュメンタリーの16mmプリントが議会映画図書館の常設コレクションに収納されるように手配された。
また、この作品は2008年にロジャー・エイヴァリー監督とキース・ゴードン監督の音声解説と、キューブリックの娘の一人とのインタビューを付加されDVDで公開された。
また、この短編は2012年にアメリカで発売されたキューブリックの長編映画デビュー作『恐怖と欲望』のDVDとBlu-rayに特典映像として収録されている。